# Biała Piska (gemeente)
De gemeente Biała Piska is een stad- en landgemeente in het Poolse woiwodschap Ermland-Mazurië, in powiat Piski.
De zetel van de gemeente is in Biała Piska.
Op 30 juni 2004 telde de gemeente 12 287 inwoners.

## Oppervlakte gegevens
In 2002 bedroeg de totale oppervlakte van gemeente Biała Piska 420,14 km², waarvan:
- agrarisch gebied: 50%
- bossen: 40%

De gemeente beslaat 23,65% van de totale oppervlakte van de powiat.

## Demografie
Stand op 30 juni 2004:
| Omschrijving                   | Totaal | Totaal | Vrouwen | Vrouwen | Mannen | Mannen |
| ------------------------------ | ------ | ------ | ------- | ------- | ------ | ------ |
| eenheid                        | aantal | %      | aantal  | %       | aantal | %      |
| inwoners                       | 12 287 | 100    | 6009    | 48,9    | 6278   | 51,1   |
| bevolkingsdichtheid (inw./km²) | 29,2   | 29,2   | 14,3    | 14,3    | 14,9   | 14,9   |

In 2002 bedroeg het gemiddelde inkomen per inwoner 1563,05 zł.

## Administratieve plaatsen (sołectwo)
Bełcząc, Cibory, Cwaliny, Danowo, Dmusy, Drygały, Giętkie, Gruzy, Guzki, Kaliszki, Kolonia Kawałek, Komorowo, Konopki, Kowalewo, Kożuchy, Kózki, Kruszewo, Kumielsk, Lipińskie, Lisy, Łodygowo, Mikuty, Monety, Myszki, Myśliki, Nitki, Nowe Drygały, Oblewo, Orłowo, Pawłocin, Pogorzel Mała, Pogorzel Wielka, Rakowo Małe, Radysy, Rogale Wielkie, Ruda, Skarżyn, Sokoły Jeziorne, Sulimy, Szkody, Szymki, Świdry, Świdry Kościelne, Włosty, Wojny, Zabielne, Zalesie, en Bemowo Piskie.

## Overige plaatsen
Dąbrówka Drygalska, Długi Kąt, Grodzisko, Iłki, Jakuby, Klarewo, Kolonia Konopki, Kożuchy Małe, Kożuchowski Młyn, Rolki, Sokoły, Szkody-Kolonia, Zaskwierki, Zatorze-Kolonia.

## Aangrenzende gemeenten
Ełk, Grabowo, Kolno, Orzysz, Pisz, Prostki, Szczuczyn